# Metzler Orgelbau
Metzler Orgelbau AG es una  empresa de construcción de órganos con sede en Dietikon en el Cantón de Zúrich, Suiza.

## Historia
La empresa fue fundada en 1890 por Jakob Metzler en Jenaz en el Cantón de los Grisones y se trasladó a  Felsberg alrededor de 1900. En 1924, la empresa pasó a la segunda generación bajo la dirección de Oskar y Albert Metzler y se transformó inicialmente en  J. Metzler & Sons  y rebautizado como `` Metzler & Cie . En 1927. Después de que se abriera una sucursal en Dietikon en 1931, la sede de la empresa se trasladó allí en 1933 y el edificio actual de la empresa se trasladó posteriormente. La ubicación de Felsberg continuó como una sucursal a partir de entonces.
Contrariamente a la tendencia hacia los mecanismos de acción electroneumáticos y posteriores eléctricos, Metzler volvió a confiar en el mecanismo de acción mecánico conservador, probado y duradero desde 1937.
A partir de 1949, la empresa volvió a aparecer bajo el nombre de  Metzler & Söhne . En 1954 se eliminó la sucursal de Felsberg. En 1968 se fundó la filial "Orgelbau Felsberg AG" en Felsberg, se vendieron en 1971 y se abandonaron definitivamente las actividades de Metzler en Felsberg.
Cuando Oskar Metzler senior dejó la empresa en 1975, la empresa se convirtió en Sociedad anónima (SA Suiza) bajo la dirección de sus dos hijos Oskar Metzler junior y Hansueli Metzler. Desde 2006, Metzler Orgelbau AG pertenece en su totalidad a Hansueli Metzler y sus dos hijos, Andreas y Mathias, que son la cuarta generación en dirigir la empresa familiar.